# Carl Friedrich Ludwig Arndt
Carl Friedrich Ludwig Arndt, auch Karl Friedrich Ludwig Arndt, eigentlich Friedrich Arndt (* 9. August 1787 in Herrnburg; † 6. Mai 1862 in Schlagsdorf) war ein deutscher Pädagoge und evangelisch-lutherischer Geistlicher.

## Leben
Carl Friedrich Ludwig Arndt wurde in Herrnburg als Sohn des Pastors Carl Gottlob Heinrich Arndt und dessen Frau Charlotte Christiane, geb. Kohlreif (* 23. Januar 1763; † 23. Januar 1835) geboren. Er wurde zunächst von seinem Vater unterrichtet, besuchte ab 1801 die Domschule Ratzeburg und studierte dann an der Universität Halle Evangelische Theologie und Philologie. Durch die Kriegsereignisse 1806 aus Halle vertrieben, setzte er sein Studium noch für ein Jahr an der Universität Göttingen fort. Nach seinem Examen war er, wie damals allgemein üblich, als Hauslehrer tätig, zunächst beim Justiz- und Kammerrat David Christian Boccius auf dem Ratzeburger Domhof, dessen Sohn Ludwig Christian Boccius er bis Ostern 1810 auf das Katharineum zu Lübeck begleitete, dann von 1811 bis 1813 in Lübeck. Aus dieser Zeit ist ein Eintrag Arndts im Stammbuch seines damaligen Mitbewohners (Hausgevatter) Karl Andreas Charpentier (1793–1875) aus Mitau erhalten. Sein Vorhaben, 1813 in den Befreiungskriegen als Soldat zu kämpfen, wurde durch den Einspruch seines Vaters verhindert.
Stattdessen erhielt er 1813 die Berufung zum Konrektor der Domschule Ratzeburg. 1830 wurde er zum Direktor mit dem Titel Professor befördert. Arndt war Schwager von Heinrich Riemann und langjähriger Korrespondenzpartner von Friedrich Ludwig Jahn; er führte schon 1816 in Ratzeburg das Turnen ein.
1839 wurde er als Nachfolger von Friedrich Ludwig Christian Masch (1762–1838), dem Vater von Gottlieb Matthias Carl Masch, zum Pastor an der Dorfkirche Schlagsdorf berufen. Er blieb hier bis an sein Lebensende und war neben seiner Gemeindearbeit vielfältig engagiert. Von 1844 bis 1848 gehörte er der Kommission zu Überarbeitung des Katechismus an sowie von 1854 bis 1859 der Konsistorialkommission, der kirchlichen Aufsichtsbehörde für das Fürstentum Ratzeburg. Von 1857 bis 1859 war er Mitglied der Kommission für die Ausarbeitung eines neuen Gesangbuchs. Er war Vertreter eines romantisch geprägten, dem Pietismus nahestehenden Glaubenslebens.
Seit 1835 war er Mitglied im Verein für mecklenburgische Geschichte und Altertumskunde. Er beschäftigte sich vor allem mit historischen Studien, edierte erstmals das Ratzeburger Zehntregister und besorgte 1832 eine hochdeutsche Neuausgabe der Biographie von Joachim Slüter von Nicolaus Gryse.
Seit 1816 war er verheiratet mit der Schönberger Pastorentochter Friederike Wilhelmine geb. Riemann (1797–1877), einer Schwester von Heinrich Riemann. Das Paar hatte 13 Kinder, darunter Friedrich Arndt (1835–1900), Arzt auf dem Domhof.

## Ehrungen
- 1859 Titel Kirchenrat

## Werke
- Glossar zu dem Urtexte des Liedes der Nibelungen und der Klage: Zunächst zum Gebrauch für Schulen bearbeitet; nebst einem kurzen Abriß einer altdeutschen Grammatik. 1815
- (Hrsg.) Das Zehntregister des Bisthums Ratzeburg aus dem 13. Jahrhundert, nach der Urschrift abgedruckt. 1833
- M. Joachim Slüter, erster evangelischer Prediger zu Rostock. 1832
- Bruchstücke der älteren Geschichte der Domschule zu Ratzeburg. 1821
- Der Dom zu Ratzeburg, in: Archiv des Vereins für die Geschichte des Herzogthums Lauenburg 1895/96 (nach einem Manuskript von 1830)